# Given up
«Given Up» –en español: «Rendido»– es el cuarto sencillo del álbum Minutes to Midnight de la banda de rock Linkin Park. La canción fue interpretada por primera vez, al igual que "What I've Done" y "Bleed It Out", el 28 de abril de 2007 en Berlín, Alemania, en las sesiones de AOL. Estas interpretaciones fueron lanzadas en la página de AOL el 5 de mayo de ese año. En el sencillo de "Bleed It Out" se pueden encontrar esas pistas.

## Canción
"Given Up" es de las pocas canciones del álbum en que aún se puede percibir rudeza musical dado que Minutes to Midnight es un álbum que supuso un cambio de estilo en la banda. Siendo la segunda canción, da la bienvenida al disco, dado que el primer tema del álbum, "Wake", es instrumental. Es por eso que "Given Up" habla sobre el sufrimiento y sentimiento propios de todo el álbum. Tiene un estilo claramente influenciado por el Hardcore Punk.
Una característica notable de esta canción es el largo grito de Chester Bennington, tras el segundo verso, de diecisiete segundos y bajando un tono y medio los últimos siete segundos. En interpretaciones en vivo, este grito lo divide en dos y duran alrededor de 8 segundos, aunque algunas veces Chester realizó el grito completo.
"Given Up" formó parte de la banda sonora de la segunda parte de la película "Crank", titulada "Crank 2: High Voltage". En ambas películas de "Crank", Chester Bennington hizo una pequeña actuación.

## Video musical
En el blog oficial de Chester Bennington, se anunciaba que el video iba a ser de una grabación en vivo de la banda. Este video fue grabado el 27 y 29 de enero en los estadios MEN Arena y O2 Arena, respectivamente. De acuerdo a Billboard, la banda había terminado de filmar el video el 6 de febrero. La premier para este video se realizó en la página oficial de la banda, el 3 de marzo de 2008 a las 16:00 horas (Tiempo del Pacífico). El video fue subido al canal oficial de la banda en YouTube el 4 de marzo. El video fue dirigido por Mark Fiore, videógrafo de la banda.
Durante todo el video y el grito largo de Chester, aparecen escenas muy rápidamente como un vaquero, hipopótamos y citas de "Magical Thinking: True Stories" (capítulo "Commercial Break"), libro del autor estadounidense Augusten Burroughs. También se puede observar partes de videos de Linkin Park: "One Step Closer", "Papercut", "What I've Done", "Faint", "Numb" y "Breaking The Habit".
El video de "Given Up" participó en un torneo de videos musicales organizado por la cadena Fuse donde se elegiría el video del año 2008. En primera ronda el video de Linkin Park le ganó a "Long Road to Ruin" de Foo Fighters (68% a 31%) y luego le ganó en octavos de final a "Believe" de Staind (72% a %27). El videoclip de "Given Up" quedó eliminado en cuartos de final, con 49% de los votos contra "That's What You Get" de Paramore que obtuvo el 50%. "Given Up" recibió 580.868 votos durante todo lo que duró en la competencia.

## Otros
- El canal argentino "América" utiliza Given Up para el comercial de GPS (todos los comerciales de GPS utilizan Given Up).

## Lista de canciones

### CD 1
1. "Given Up" - 3:09

### Descarga digital/Maxisencillo/CD 2
1. "Given Up" - 3:09
2. "Valentine's Day" (En vivo desde Fráncfort del Meno, Alemania, 20/01/08) - 3:24
3. "In Between" (En vivo desde Londres, Reino Unido, 29/01/08) - 3:25

### Disco de formato 7"
1. "Given Up" - 3:09
2. Untitled - N/A

### Reino Unido CD
1. "Given Up" - 3:09
2. "Given Up" (Video) - 3:12

## Posición en las listas musicales
| Lista                            | Mejor posición |
| -------------------------------- | -------------- |
| Billboard Modern Rock Tracks     | 4              |
| Billboard Mainstream Rock Tracks | 5              |
| Billboard Hot 100                | 99             |
| Billboard Pop 100                | 78             |
| Portugal Singles Chart           | 12             |
| Alemania Singles Chart           | 53             |
| RU Rock Chart                    | 4              |

## Músicos
- Chester Bennington: voz
- Rob Bourdon: batería, coros
- Brad Delson: guitarra líder,  coros
- Joe Hahn: disk jockey, sampling, coros
- Mike Shinoda: guitarra rítmica,  coros
- Dave Farrell: bajo, coros